# Stichting Van der Leeuw-lezing
De Stichting Van der Leeuw-lezing is een Nederlandse stichting, opgericht op 22 april 1983 en vernoemd naar de Groninger theoloog professor dr. Gerardus van der Leeuw (1890-1950).
De stichting is een samenwerkingsverband van de provincie Groningen, de gemeente Groningen, de Rijksuniversiteit Groningen, de Volkskrant, de Hanzehogeschool Groningen en de Stichting Martinikerk Groningen.

De belangrijkste activiteit is de organisatie van de jaarlijkse Van der Leeuw-lezing in de Martinikerk in Groningen.